# Geir Andersen
Geir Andersen (* 12. Februar 1964 in Oslo) ist ein ehemaliger norwegischer Nordischer Kombinierer. Sein größter Erfolg war der Gewinn des Gesamtweltcups 1984/85. Darüber hinaus wurde er bei den Nordischen Skiweltmeisterschaften 1984 Weltmeister mit dem Team.

## Werdegang
Andersen entstammt einer Sportlerfamilie, zu der auch sein drei Jahre älterer Bruder Espen Andersen gehörte. Mit 16 Jahren legte er sich auf die Nordische Kombination fest. Kurz darauf absolvierte er seinen Militärdienst. Bereits dort gehörte er als Sportsoldat zur Fördergruppe. Seinen ersten Erfolg feierte er bei den Norwegischen Meisterschaften 1983 in Lillehammer. Dort gewann er im Einzel hinter Tom Sandberg und seinem Bruder Espen die Bronzemedaille. Mit der Mannschaft gewann er Gold im Team.
Bei den Nordischen Junioren-Skiweltmeisterschaften 1983 in Kuopio gewann er im Einzel hinter Heiko Hunger die Silbermedaille. Am 7. Januar 1984 gab er sein Debüt im Weltcup der Nordischen Kombination. Dabei gelang ihm im Einzel in Schonach im Schwarzwald mit Rang zwei auf Anhieb sein erstes Weltcup-Podium.
Einen Monat später startete Andersen bei den Nordischen Junioren-Skiweltmeisterschaften 1984 in Trondheim. Nach dem Sieg im Einzelwettbewerb landete er gemeinsam mit John Riiber und Trond Arne Bredesen auf dem Silberrang im Teamwettbewerb. Nach diesen Erfolgen reiste er als Mitglied der Nationalmannschaft zu den Olympischen Winterspielen 1984 in Sarajevo. Dort erreichte er im Einzel den 10. Rang. In den drei folgenden Weltcups nach den Spielen in Falun, Lahti und Oslo stand er jeweils als Dritter auf dem Podium. Daher wurde er auch für den Teamwettbewerb der Nordischen Skiweltmeisterschaften 1984 in Rovaniemi nominiert, wo er gemeinsam mit Hallstein Bøgseth und Tom Sandberg den Titel gewann. Den letzten Weltcup der Saison in Štrbské Pleso schloss er als Fünfter ab und belegte damit am Ende Rang drei in der Weltcup-Gesamtwertung.
Die Saison 1984/85 wurde die erfolgreichste Saison seiner sportlichen Laufbahn. So startete er mit zwei Siegen in Planica und St. Moritz sowie einem zweiten Rang in Schonach im Schwarzwald. Bei den Nordischen Skiweltmeisterschaften 1985 in Seefeld in Tirol gewann er im Einzel hinter Hermann Weinbuch die Silbermedaille. Auch mit der Mannschaft, zu der auch sein Bruder und Hallstein Bøgseth gehörten, erreichte er Rang zwei. Kurz darauf gewann er bei den Norwegischen Meisterschaften 1985 in Tromsø seinen zweiten nationalen Titel. Im Anschluss daran gewann er die Einzel-Weltcups in Leningrad und Lahti. Nachdem er auch in Oslo mit Rang zwei einen Podestplatz erreicht hatte, konnte er den Gesamtweltcup mit Abstand deutlich gewinnen.
Im Weltcup gelang ihm die Wiederholung des Erfolges aus der Saison 1984/85 nicht noch einmal. Die Saison 1985/86 begann Andersen zwar erfolgreich mit dem Sieg in Tarvis. Dies sollte jedoch der letzte Weltcup-Sieg seiner Karriere bleiben. In Schonau verpasste er auch erstmals wieder eine Platzierung unter den besten zehn. Die Saison beendete er auf Rang drei der Gesamtwertung. Bei den Norwegischen Meisterschaften 1986 in Vang gewann er im Einzel wie auch mit der Mannschaft Gold.
Nachdem Andersen in der Saison 1986/87 nicht im Weltcup gestartet war, kam er zur 1987/88 für vier Weltcups zurück in den Nationalkader. Jedoch blieb er ohne großen Erfolg. Bei seiner letzten Saison 1988/89 gelang ihm zum Auftakt noch einmal ein dritter Platz in Saalfelden, jedoch war es sein letzter internationaler Erfolg. Bei den Norwegischen Meisterschaften 1989 in Steinkjer landete er mit der Mannschaft noch einmal auf dem Bronzerang. Seine letzte Weltcup-Saison vor seinem Karriereende beendete er auf Rang 16 der Gesamtwertung.

## Erfolge

### Weltcupsiege im Einzel
| Nr. | Datum             | Ort        | Disziplin  |
| --- | ----------------- | ---------- | ---------- |
| 1.  | 15. Dezember 1984 | Planica    | Einzel K92 |
| 2.  | 20. Dezember 1984 | St. Moritz | Einzel K94 |
| 3.  | 23. Februar 1985  | Leningrad  | Einzel K88 |
| 4.  | 2. März 1985      | Lahti      | Einzel K88 |
| 5.  | 21. Dezember 1985 | Tarvis     | Einzel K90 |

### Weltcupsiege im Team
| Nr. | Datum             | Ort        | Disziplin     |
| --- | ----------------- | ---------- | ------------- |
| 1.  | 18. März 1984     | Rovaniemi  | Staffel 1     |
| 2.  | 11. Dezember 1988 | St. Moritz | Staffel K94 2 |

## Statistik

### Platzierungen bei Weltmeisterschaften
| Jahr und Ort                   | Wettbewerb | Wettbewerb | Wettbewerb |
| Jahr und Ort                   | Einzel     | Team       |            |
| ------------------------------ | ---------- | ---------- | ---------- |
| 1984 Sarajevo 1 1984 Rovaniemi | 10.        | 01.        |            |
| 1985 Seefeld                   | 02.        | 02.        |            |

### Weltcup-Statistik
Die Tabelle zeigt die erreichten Platzierungen im Einzelnen.
- Platz 1.–3.: Anzahl der Podiumsplatzierungen
- Top 10: Anzahl der Platzierungen unter den ersten zehn
- Punkteränge: Anzahl der Platzierungen innerhalb der Punkteränge
- Starts: Anzahl gelaufener Rennen in der jeweiligen Disziplin

| Platzierung         | Einzel a | Sprint | Massenstart | Team   | Team    | Gesamt |
| Platzierung         | Einzel a | Sprint | Massenstart | Sprint | Staffel | Gesamt |
| ------------------- | -------- | ------ | ----------- | ------ | ------- | ------ |
| 1. Platz            | 5        |        |             |        | 2       | 7      |
| 2. Platz            | 4        |        |             |        | 2       | 6      |
| 3. Platz            | 5        |        |             |        |         | 5      |
| Top 10              | 20       |        |             |        |         | 20     |
| Punkteränge         | 25       |        |             |        |         | 25     |
| Starts              | 25       |        |             |        |         | 25     |
| Stand: Karriereende |          |        |             |        |         |        |